# Accreditamento
L'accreditamento è un'attestazione della capacità di operare che un soggetto di riconosciuta autorità rilascia nei confronti di chi svolge un ruolo rilevante in un determinato contesto sociale.
Più concretamente, l'accreditamento è l'attestazione della competenza, indipendenza e imparzialità degli organismi di certificazione, ispezione e verifica; in sede regolamentata, è il meccanismo che abilita un operatore ad asseverare o dichiarare l'idoneità di qualcuno rispetto a certi requisiti. L'accreditamento contribuisce a dare fiducia nel mercato e favorisce la libera circolazione dei beni e dei servizi sottoposti a valutazione da parte dei soggetti accreditati. In sede regolamentata, l'accreditamento fa sì che i risultati dei controlli eseguiti dall'accreditato siano ritenuti validi a fini di utilità pubblica.
In generale, il soggetto che opera in un campo particolarmente importante (sanità, sicurezza sociale, educazione, transazioni commerciali, attività di laboratorio e certificazioni), dove è necessaria competenza, indipendenza, onestà, capacità organizzativa, rispetto di standard elevati, viene ritenuto “custode” della qualità delle prestazioni fornite.
L'accreditamento attribuisce (o attesta) la credibilità di chi dichiara la conformità ad una norma (di qualità, ambientale, di igiene, di sicurezza, ecc.) o, in generale, ad una qualsiasi prescrizione (schema di valutazione). Come la certificazione o altre forme di attestazione, l'accreditamento è sempre specifico (settore, attività o servizio o prodotto, ambito normativo, zona/sede e scadenza temporale).
Anche un ente di accreditamento è sottoposto a valutazione di idoneità da parte di un soggetto di ordine superiore (pubblico o privato che sia): ad esempio, un ministero o una regione, da una parte, IAF o organizzazioni analoghe, dall'altra.

## Tipi di accreditamento (in Italia)
Gli accreditamenti più noti sono quelli rilasciati a:
- strutture sanitarie o di servizio sanitario (ospedali, laboratori di analisi cliniche, ambulatori, centri terapici);
- strutture socio assistenziali (case famiglia, case di cura per lungodegenza, residenze sanitarie assistite – RSA);
- centri di formazione primaria, secondaria, superiore e professionale, sia pubblici che privati[1];
- accreditamento delle CA ovvero le Certificate authority cioè i soggetti che certificano servizi digitali fiduciari (trust);
- laboratori di prova (analisi chimiche, analisi metallografiche, fisiche e biologiche; prove meccaniche ed elettriche);
- laboratori di taratura;
- organismi di certificazione di sistema, di prodotto e del personale.

I primi quattro tipi di accreditamento sono di natura pubblica, gli altri tre sono di natura privata. Diverse leggi dello stato italiano istituiscono, definiscono e regolano numerosi campi di accreditamento nelle materie regolate da leggi statali, che definiscono le cosiddette “regole tecniche”: le case di cura, le scuole e i centri di formazione, gli ambulatori e i laboratori di analisi cliniche sono generalmente accreditati dalle Regioni, mentre le università sono accreditate dal Ministero dell'Istruzione, dell'Università e della Ricerca Scientifica. Altri soggetti possono essere accreditati da diverse articolazioni statali. L'autorizzazione a emettere attestazioni di conformità viene rilasciata da organi dello Stato (in genere Ministeri), che ne comunicano gli estremi alla Comunità Europea per l'inserimento in una specifica Banca Dati (NANDO); questa autorizzazione è anche detta "notifica", rilasciata infatti a un organismo notificato. In ambito di servizi digitali l'autorità pubblica che accredita è Agid.
La notificazione è un caso specifico dell'accreditamento obbligatorio per legge (comunitario, statale o regionale): in questi casi il soggetto accreditante o certificante non è un ente della pubblica amministrazione ma è un soggetto di natura privata che però agisce in quanto qualificato a farlo dall'ente pubblico titolare. Si tratta di una sorta di esternalizzazione normata da legge. Esempi: gli organismi di certificazione notificati (marcatura CE, idoneità DOP/IGP o prodotti biologici, ecc.), formazione professionale accreditata dai rappresentanti bilaterali dei fondi interprofessionali, i servizi digitali (ad esempio la firma digitale o i certificati di sicurezza).
Accanto al sistema di accreditamento determinato in ambito cogente (sanitari, socio assistenziale, formazione regionale), si è sviluppato un analogo sistema di natura privatistica, seppure molto autorevole ed in gran parte riconosciuto, quando non addirittura promosso, dallo Stato, che ha per oggetto la valutazione della conformità alle cosiddette “norme volontarie” (ISO 9001, ISO 14001, ISO 45001 e tante altre); gli organismi di certificazione ed i laboratori di prova sono accreditati da enti di accreditamento che, sinora, hanno fondato la propria autorità prevalentemente sullo spontaneo riconoscimento del mercato, che vi attribuisce valore senza che occorra sancirlo con leggi cogenti.
Il sistema di accreditamento nel campo volontario è stato sino al 2009 svolto in Italia da tre distinti enti: Sincert (certificazione di prodotti, sistemi e personale), Sinal (laboratori di prova) e SIT (servizio di taratura). In conseguenza dell'emanazione del Regolamento Europeo 765/2008, dopo un movimentato periodo di transizione, lo Stato Italiano, il 22 dicembre 2009, ha individuato in ACCREDIA l'ente unico previsto dal Regolamento, determinandone nel contempo i requisiti. ACCREDIA è una associazione senza fini di lucro che ha come soci Ministeri, grandi amministrazioni nazionali, organizzazioni d'impresa e professionali, altre parti interessate.
Nel 2011 i sistemi delle notifiche e dell'accreditamento ebbero un forte impulso alla unificazione (conseguente al Regolamento Europeo 765/2008), in quanto diversi Ministeri italiani stabilirono che la notifica degli organismi operanti in ambito regolamentato (cogente), debba avere come prerequisito l'accreditamento ACCREDIA.
L'accreditamento è sottoposto a verifica (iniziale e periodica) e l'attestazione relativa è un certificato di accreditamento che quindi è soggetto a scadenza. Come qualsiasi certificato, un certificato di accreditamento è sempre specifico (deve precisare l'ambito particolare di accreditamento).

### Accreditamento in diritto diplomatico
I capi missione possono iniziare ad esercitare le loro funzioni solo a seguito dell'accreditamento. Questo comporta una complessa procedura che si può così riassumere:
- il ministero degli esteri (o l'organo corrispondente) dello stato accreditante chiede il gradimento dello stato accreditatario sull'agente diplomatico designato come capo missione;
- il ministero degli esteri dello stato accreditatario comunica a quello dell'accreditante il gradimento; il gradimento è negato quando il diplomatico è ritenuto persona non grata;
- l'organo competente dello stato accreditante, di solito il capo dello stato, munisce l'agente diplomatico della lettera credenziale, nella quale attesta che è abilitato dal suo governo ad esercitare le funzioni di capo missione;
- l'agente accreditato presenta solennemente la lettera credenziale all'organo competente dello stato accreditatario, di solito il capo dello stato.

Per gli agenti diplomatici che non sono capi missione la procedura è molto più semplice: il ministero degli esteri dello stato accreditante comunica l'avvenuta nomina (e nella comunicazione è implicita la richiesta di gradimento); il ministero degli esteri dello stato accreditatario risponde comunicando la presa d'atto (nella quale è implicito il gradimento).

## L'accreditamento in Europa e nel mondo
La comunità europea definisce l'accreditamento come «Attestazione da parte di un organismo nazionale di accreditamento che certifica che un determinato organismo di valutazione della conformità soddisfa i criteri stabiliti da norme armonizzate e, ove appropriato, ogni altro requisito supplementare, compresi quelli definiti nei rilevanti programmi settoriali, per svolgere una specifica attività di valutazione della conformità». La definizione è tratta dal Regolamento della Comunità Europea n. 765/CE/2008, che pone norme in materia di accreditamento e vigilanza del mercato per quanto riguarda la commercializzazione dei prodotti. Con questo atto, il sistema di accreditamento, sia esso volontario o cogente, viene ufficialmente riconosciuto come strumento di regolazione e protezione dell'interesse pubblico nella libera circolazione dei beni e dei servizi all'interno della comunità. Il sistema di accreditamento europeo così determinato viene armonizzato da EA (European Accreditation, forum europeo di accreditamento), che già da tempo opera in tal senso seppure prevalentemente in ambito volontario.
In ambito puramente volontario, gli enti di accreditamento nazionali europei, insieme all'ente europeo EA, si confrontano a livello mondiale nell'IAF (International Accreditation Forum). L'appartenenza di un ente di accreditamento a questi organismi internazionali garantisce a tutti i soggetti che hanno ottenuto attestazioni di conformità dagli organismi accreditati che tale attestazione sia riconosciuta e accettata anche in altri paesi, in forza dell'accordo di mutuo riconoscimento che lega gli appartenenti a EA, a ILAC e a IAF.

### Norme e regole di accreditamento
L'accreditamento (o notifica) obbedisce a regolamenti e norme specificatamente emanate in ambito cogente. In ambito volontario, un ente che opera nell'ambito dell'attestazione di conformità o di prova deve, per ottenere l'accreditamento, conformarsi a specifiche norme: ISO/IEC 17021 per gli organismi di certificazione di sistema gestionale, ISO/IEC 17065 per gli organismi di certificazione di prodotto, ISO/IEC 17025 per i laboratori di prova e per i laboratori di taratura, ISO/IEC 17020 per gli organismi di ispezione, ISO/IEC 17024 per gli organismi di certificazione del personale. Per ottenere l'accreditamento un organismo di certificazione o un laboratorio viene sottoposto ad una verifica di conformità a queste norme, e viene periodicamente sorvegliato dall'ente di accreditamento per attestare il permanere dei requisiti di imparzialità, indipendenza, correttezza e competenza.

## Accreditamento per eventi
L’accreditamento per eventi, siano essi sportivi, istituzionali, politici, societari o congressuali, è quell'insieme di procedure atte alla concessione di una credenziale (solitamente nella forma di tesserino o badge) che, sostituendo il documento di riconoscimento, permette di accedere a luoghi (a volte anche molto estesi e non solo al chiuso) riservati o sorvegliati, come quelli dove si tengono convegni o riunioni, oppure laboratori, installazioni militari, nel rispetto dei privilegi propri della propria credenziale. In alcuni ambienti si parla di processo di registrazione come sinonimo di processo di accreditamento. Quest’ultimo deriva la sua origine semantica dal significato della parola accreditare nell'accezione di “conferire autorità munendo di lettere credenziali” (cfr. Treccani), come avviene in ambiento diplomatico, dal momento che il fine ultimo del processo di accreditamento è la concessione di una credenziale (che si tramuta in un tesserino). Come infatti per la lettera di credenziale diplomatica (documento col quale un agente diplomatico viene accreditato presso il capo di uno stato estero; vi sono indicati il nome, la qualifica e lo scopo della missione dell’agente) anche la credenziale scaturita da un processo di accreditamento per un evento reca il nome e la qualifica dell’accreditante/registrante.
Il processo di accreditamento a un evento comincia con la fase della registrazione che può avvenire sia on line che sul luogo dell’evento. All'atto della registrazione, il registrante (o accreditante) compila un formulario (modulo) con i propri dati chiedendo l’accredito, quindi la credenziale di accesso all'evento, a seconda del gruppo di appartenenza, della funzione o del lavoro che deve svolgere. Il processo di accreditamento per i grandi eventi prevede anche una fase di controllo delle informazioni da parte degli organizzatori o di autorità predisposte e delegate da questi per i controlli (background check). Il controllo afferisce non solo ai dati personali, ma anche alle funzioni o ai motivi per i quali la credenziale dovrebbe essere rilasciata.
La credenziale viene poi rilasciata attraverso la tessera o il tesserino (badge), spesso recante non solo il nome e cognome della persona registrante ma anche la sua foto e le notizie (solitamente indicate con particolari artifici grafici come colore, numeri, lettere, forme) delle zone e/o luoghi il cui accesso è garantito a colui che è accreditato. In molti grandi eventi, la credenziale, il badge, diventa un vero e proprio sostituto del documento di riconoscimento e vale come unico lasciapassare nei luoghi dell’evento. Diversi livelli di autorizzazione indicano diversi livelli di permessi di accesso ai luoghi dell’evento e vengono indicati con gli artifici grafici di cui sopra.
Il processo di accreditamento si conclude con la chiusura dell’evento per cui la credenziale, il badge, perde di efficacia.
Spesso in eventi di particolare risalto, divisi in sotto-eventi minori, il processo di accreditamento può essere unico con il rilascio di un'unica credenziale ma di diversi badge a seconda del sotto-evento al quale si partecipa. In questo modo il controllo viene effettuato una sola volta, ma i differenti badge garantiscono la certezza della partecipazione a un unico evento.
Durante il processo di accreditamento vengono raccolti dati personali e raramente dati sensibili degli accreditanti, soprattutto per la fase dei controlli per favorire l’individuazione degli accreditanti.
In fase di definizione delle regole di accreditamento di un evento, vengono definite categorie (tipicamente Organizzazione, Partecipanti, Servizi, Media e Sicurezza), eventuali sottocategorie e relativi diritti. Tali regole e definizioni servono ai programmatori del sistema di registrazione, ai gestori dell'evento e al personale preposto al controllo (spesso effettuato tramite procedure informatizzate) e alla sicurezza. In alcuni casi le regole possono essere estremamente articolate e il badge deve riuscire a rappresentarle adeguatamente. Anche per questa ragione, talvolta i diritti legati a un badge possono essere estesi (upgrade) utilizzando delle tessere aggiuntive, quasi sempre non nominative, al portatore (floater).